# Верешим (село)
Верешим — село Лопатинского района Пензенской области, административный центр Верешимского сельсовета.

## География
Село расположено на берегу речки Вершинка в 24 км на юго-запад от райцентра села Лопатино.

## История
Основано государственными крестьянами села Козловка Петровского уезда Саратовской губернии, вероятно, около 1800 г. В 1877 г. – селение Козловской волости Петровского уезда, 166 дворов, церковь, водяная мельница, 4 ветряные мельницы, красильня. В 1914 г. – 288 дворов.
С 1928 года село являлось центром сельсовета Лопатинского района Вольского округа Нижне-Волжского края. С 1935 года в составе Даниловского района Саратовского края (с 1939 года — в составе Пензенской области). В 1937 г. – колхоз «Первомайский», в 1955 г. – колхоз имени Сталина. С 1958 года — в составе Лопатинского района. В 1980-е гг. – центральная усадьба совхоза «Камаевский». 

## Населения
| 1859 | 1877  | 1897  | 1914  | 1921  | 1926  | 1939  |
| ---- | ----- | ----- | ----- | ----- | ----- | ----- |
| 849  | ↗1122 | ↗1310 | ↗1654 | ↗1790 | ↘1700 | ↘1200 |
| 1959 | 1979  | 1989  | 1996  | 2002  | 2010  |       |
| ↘799 | ↘475  | ↘375  | ↗395  | ↘357  | ↗360  |       |

## Инфраструктура
В селе имеются филиал МБОУ Средняя общеобразовательная школа села Суляевки, отделение почтовой связи.